# Скотидас, Евангелос
Евангелос Скотидас (греч. Ευάγγελος Σκοτίδας, 1895 — неизвестно) — греческий фехтовальщик. Участник летних Олимпийских игр 1920 и 1924 годов.

## Биография
Евангелос Скотидас родился в 1895 году.
Выступал в соревнованиях по фехтованию за «Атинаики Лесхи» из Афин.
В 1920 году вошёл в состав сборной Греции на летних Олимпийских играх в Антверпене. В личном турнире шпажистов в 1/8 финала занял 2-е место в группе, выиграв 4 поединка. В четвертьфинале поделил 7-9-е места, выиграв 5 поединков, и выбыл из борьбы. В личном турнире саблистов в четвертьфинале поделил 5-6-е места, победив в 3 из 7 поединков, и выбыл из розыгрыша.
В 1924 году вошёл в состав сборной Греции на летних Олимпийских играх в Париже. В командном турнире саблистов сборная Греции, за которую также выступали Трифон Триантафилакос, Костас Николопулос и Костас Коциас, в 1/8 финала на групповом этапе проиграли командам Швейцарии — 4:12 и Кубы — 7:9.
О дальнейшей жизни данных нет.

## Семья
Сын Андреас Скотидас также занимался фехтованием, в 1948 году выступал на летних Олимпийских играх в Лондоне.